# Bright and Early

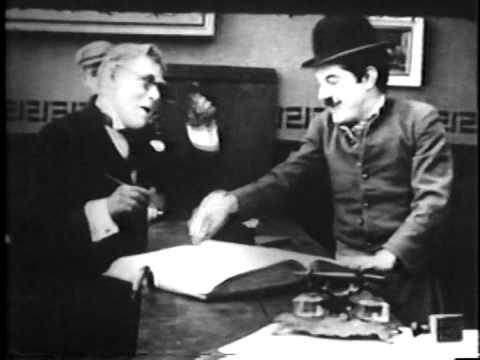
Image du film Bright and Early, 1918.

Bright and Early est un court métrage muet américain réalisé par Charley Chase et sorti en 1918.

## Fiche technique
- Titre : Bright and Early
- Réalisation : Charley Chase
- Chef opérateur : Herman Obrock Jr.
- Production : Louis Burstein pour King Bee Studios
- Format : muet, noir et blanc
- Durée : 2 bobines
- Genre : Comédie
- Dates de sortie :
  -  États-Unis : 15 mai 1918

## Distribution
- Billy West : le groom
- Oliver Hardy : le patron
- Rosemary Theby : sa fille
- Leo White
- Bud Ross : le vieil homme
- Fay Holderness
- Ethelyn Gibson